# Khu bảo tồn thiên nhiên Tiền Hải
Khu bảo tồn thiên nhiên đất ngập nước Tiền Hải được công nhận trong Quyết định số 2159/QĐ-UBND của UBND tỉnh Thái Bình về việc phê duyệt đề án và xác lập khu rừng đặc dụng tại ba xã ven biển Nam Hưng, Nam Phú và Nam Thịnh, huyện Tiền Hải, tỉnh Thái Bình. Được điều hành bởi Ban quản lý khu bảo tồn thiên nhiên đất ngập nước Tiền Hải. Đây là một trong những vùng lõi quan trọng thuộc khu dự trữ sinh quyển châu thổ sông Hồng - Là một khu dự trữ sinh quyển thế giới ở Việt Nam.
Khu bảo tồn nằm về phía bắc cửa biển sông Hồng, còn phía nam cửa sông là VQG Xuân Thủy. Hai khu vực này có thể duy trì một đơn vị sinh thái liên tục. Ngày 20/9/1988, Xuân Thủy được quy hoạch thành một khu Ramsar đầu tiên của Việt Nam. Ngày 24/1/1995, Bộ Khoa học, Công nghệ và Môi trường đã có Công văn số 14/Tmg, mở rộng khu vực Ramsar bao gồm cả cồn Vành và cồn Thủ, thuộc khu bảo tồn thiên nhiên Tiền Hải.

## Địa hình và thủy văn
Khu Bảo tồn Thiên nhiên Tiền Hải nằm ở cửa biển sông Hồng, về phía nam Tiền Hải, tỉnh Thái Bình. Ranh giới phía nam khu bảo tồn là sông Hồng (cửa Ba Lạt), phía bắc là sông Lân và phía tây là con đê chắn biển chính. Trong khu bảo tồn có 2 cồn cát lớn là: Cồn Vành có diện tích 2.000 ha và Cồn Thủ có diện tích 50 ha. Cồn Thủ cách đất liền khoảng 40 km và xen giữa khu vực là các bãi cát ngập triều. Cồn Vành nằm tách biệt với đất liền qua một eo biển có mực nước sâu, trên bờ là rừng ngập mặn hầu hết đã có bờ bao thành các đầm nuôi trồng thủy sản. Ngoài ra, còn có một diện tích rộng lớn các đầm nuôi trồng thủy sản ở phía bắc bờ sông Hồng.

## Đa dạng sinh học
Trong khu bảo tồn có 12 kiểu sinh cảnh chính, trong đó quan trọng nhất là sinh cảnh bãi cát ngập triều, trảng sậy và rừng ngập mặn. Ngoài ra, các bãi bồi ngập triều cũng là một sinh cảnh quan trọng, là nơi kiếm ăn của các loài chim ven bờ. Rừng ngập mặn trong khu bảo tồn có thực vật ưu thế thuộc loài Trang Kandelia candel, và hầu hết nằm trong các đầm nuôi trồng thủy sản. Phi lao Casuarina equisetifolia được trồng trên các cồn cát với mục tiêu chắn cát, chắn gió (Pedersen và Nguyễn Huy Thắng 1996).
Qua một đợt khảo sát vùng bờ biển ở lưu vực sông Hồng năm 1996, các nhà nghiên cứu đã ghi nhận được loài Cò thìa Platalea minor là loài chim đang bị đe dọa trên toàn cầu trong khu bảo tồn. Tuy nhiên, các tác giả trên đã đánh giá tầm quan trọng đối với bảo tồn của Tiền Hải có ý nghĩa kém hơn so với VQG Xuân Thủy. Mặc dầu vậy, Tiền Hải đã được công nhận là một trong số 63 Vùng Chim Quan trọng của Việt Nam.

## Các vấn đề về bảo tồn
Cơ sở hạ tầng phục vụ công tác bảo tồn còn thấp kém, thiếu cán bộ, kế hoạch quản lý chưa phù hợp là những hạn chế trong công tác quản lý bảo vệ Khu Bảo tồn Thiên nhiên Tiền Hải. Đặc biệt, các tác giả đã khuyến nghị rằng cần tiến hành quy hoạch sử dụng đất trong khu bảo tồn nhằm làm giảm áp lực của người dân tới khu vực, đồng thời cần phải xác định rõ hơn ranh giới phía đông khu bảo tồn. Ngoài ra, các tác giả còn khuyến nghị rằng không nên tiến hành trồng rừng ngập mặn hoặc trồng Phi lao trong khu bảo tồn, bởi vì các mục tiêu quản lý, phòng hộ bờ biển và cải tạo đất có thể mâu thuẫn với công tác bảo tồn đất ngập nước ven biển.
Trong Khu bảo tồn thiên nhiên có rất nhiều người dân lượm, bắt các loài thân mền hai mảnh vỏ và của biển, điều này cho thấy đây là một khu vực quan trọng đối với kinh tế của người dân trong khu vực. Tuy nhiên, hiện vẫn chưa biết chính xác các mức độ khai thác hải sản có bền vững hay không.

## Các giá trị khác
Trong khu bảo tồn đề xuất, các cộng đồng dân địa phương đang tiến hành một số hoạt động kinh tế như: nuôi trồng thủy sản, chăn nuôi gia súc, đánh cá và lượm, bắt các loài thân mềm. Trong khoảng thời gian từ ngày 21 đến 25 tháng 4 năm 1996, đã có tới 920 người dân vào thu bắt hải sản trên các bãi triều có diện tích 900 ha ở phía Bắc khu bảo tồn. Các loài hải sản được thu lượm chủ yếu là: Lingula sp., Glauconome chinensis, Meretrix sp., Mactra quadrangularis và Cyclina sinensis. Bình quân sản lượng hải sản mỗi ngày khoảng 1,9 tấn, giá trị tương đương khoảng 529 đô la.
Ban Nghiên cứu Hệ sinh thái Rừng ngập mặn (MERD) thuộc Trung tâm Nghiên cứu Tài nguyên và Môi trường (CRES) dưới sự tài trợ của Hội Chữ thập đỏ Đan Mạch đang thực hiện dự án trồng rừng ngập mặn ở Khu Bảo tồn Thiên nhiên Tiền Hải.
MERD và CRES đã xây dựng một dự án cỡ vừa trình GEF/UNDP tài trợ. Dự án này có tên Bảo tồn đất ngập nước ven biển ở lưu vực sông Hồng, Việt Nam, tiến hành ở 5 điểm thuộc 3 tỉnh: Ninh Bình, Nam Định và Thái Bình. Mục tiêu của dự án nhằm bảo tồn lâu dài và sử dụng bền vững đa dạng sinh học vùng bờ biển lưu vực sông Hồng.